# Kantchari Airport
Kantchari Airport är en flygplats i Burkina Faso. Den ligger i den östra delen av landet, 300 km öster om huvudstaden Ouagadougou. Kantchari Airport ligger 280 meter över havet.
Terrängen runt Kantchari Airport är platt. Runt Kantchari Airport är det glesbefolkat, med 16 invånare per kvadratkilometer. Omgivningarna runt Kantchari Airport är en mosaik av jordbruksmark och naturlig växtlighet.